# Srednja vas - Goriče
Srednja vas - Goriče so naselje v bližini Golnika v Mestni občini Kranj.